# Кевенхюллер, Людвиг Андреас
Граф Людвиг-Андреас фон Кевенхюллер (нем. Ludwig Andreas Graf von Khevenhüller; 30 ноября 1683 — 26 января 1744) — имперский полководец, фельдмаршал (31 мая 1737 года).

## Биография
Происходил из старинного каринтийского дворянского рода: сын Франца Кристофа II фон Кевенхюллера (1634—1684), графа цу Франкенбург-ин-Айхлеберг и графини Фаустины Барбары Монтекукколи (1663—1701). Его дедами были историограф Франц Кристоф Кевенхюллер и генералиссимус князь Раймунд Монтекукколи.
Кевенхюллер в раннем возрасте поступил на имперскую службу и был направлен в драгунский полк принца Евгения. Он сражался под командованием принца Евгения в войне за испанское наследство. В 1707 году он был назначен камергером и вскоре дослужился до шефа полка. В Турецкой войне отличился в сражениях под Петервардейном (1716) и Белградом (1717). Принц Евгений отправил его в Вену в 1717 году с известием о победе при Петервардейне. Он создал новый устав для кавалерии и получил свой полк 1 октября 1723 года. В 1723 году стал генерал-фельдмаршалом от кавалерии и получил чин фельдмаршал-лейтенанта в 1733 году. Был комендантом города и крепости Эссег. Затем воевал в Италии, в битве при Парме (29 июня 1734) после гибели австрийского главнокомандующего фельдмаршала де Мерси командовал армией до прибытия фельдмаршала Кёнигсегга. За Парму получил чин генерала от кавалерии и позже стал командующим в Италии. Отличился в битве при Гвасталле и смог удержать Тироль против французов и испанцев. Когда с Францией было заключено перемирие, выступил против испанцев, в результате чего Австрия смогла получить Ломбардию и Тоскану по Венскому миру.
В 1736 году по рекомендации Евгения Савойского Кевенхюллер получил чин фельдмаршала. Вскоре после этого он проявил себя в русско-австрийско-турецкой войне. В сражении при Радуеваце (28 сентября 1737 г.) устоял против превосходящих турецких войск и сумел спасти свой корпус. В 1738-39 г.г. Кевенхюллер столкнулся с жесткими бюджетными ограничениями, применив тщательно продуманную схему сокращения армии. Это увенчалось успехом и привело к его назначению главнокомандующим венским гарнизоном.
Кевенхюллер добился наибольших успехов в войне за австрийское наследство. Карлом VI он был назначен главнокомандующим армией на Дунае и в течение нескольких дней изгнал из Австрии французские и баварские войска и захватил Южную Баварию, Мюнхен и заставил капитулировать крупный французский корпус в Линце. Позже, летом 1742 года, из-за нехватки сил в его распоряжении, он был вынужден оставить свои завоевания, но в ходе следующей кампании, находясь в подчинении принца Карла Лотарингского, Кевенхюллер отвоевал южную Баварию, а в июне вынудил императора заключить неблагоприятную конвенцию Нидера-Шенфельда. Он не одобрял наступление за Рейн, которое последовало за этими успехами, и события показали, что его опасения были оправданы, поскольку австрийцам пришлось отступить от Рейна через Франконию и Брайсгау. Однако Кевенхюллер провел отступление с замечательным мастерством.
По возвращении в Вену 5 января 1744 года Мария Терезия наградила его орденом Золотого руна. Он внезапно скончался в Вене 26 января 1744 года.
После себя оставил труды по военному делу: «Правила и положения и т. д» (Reglement und Ordnung etc.) и «Краткая концепция военных действий» (Kurzer Begriff aller mllitär. Operationen).

## Брак и дети
Людвиг Андреас фон Кевенхюллер женился 28 сентября 1718 года на  Марии Анне Йозефе фон Ламберг (17 марта 1695 - 28 ноября 1762), дочери 1-го принца Леопольда Матиаса Сигизмунда фон Ламберга (1667–1711), ландграфа Лейхтенбергского и графини Марии Клаудии фон Кунигль (1670 – 1710). В браке родилось две дочери:
- Мария Антония Йозефа фон Кевенхюллер (29 марта 1726 - 17 января 1746), вышла замуж за графа Леопольда Карла фон Виндиш-Греца (1718-1746), сына политика графа Леопольда Викторина фон Виндиш-Гретца (1686 - 1746), 1 сын Йозеф Николаус (1744—1802)
- Мария Терезия Франциска фон Кевенхюлер (15 октября 1728 - 14 января 1815 г.), вышла замуж за графа Готлиба фон Виндиш-Греца (1715-1784), сына фрейгера Кристофа Эренрайха фон Виндиш-Греца (? - 1732) и графини Анны Кристины фон Ауэрсперг (1682–1735), 2 детей, оба умерли в детстве